# Electrocuting an Elephant
Electrocuting an Elephant is een Amerikaanse film uit 1903. De film werd gemaakt door de Edison Manufacturing Company en toont hoe Thomas Edison de olifant Topsy doodt door middel van elektrocutie.

## Achtergrond
Topsy werd gekocht om reclame te maken voor de opening van een nieuw park. Ze doodde echter drie trainers en een dronken toeschouwer die haar een sigaret aanbood. Eerst werd geprobeerd om Topsy te vergiftigen met cyanide, maar dit mislukte waarna er plannen werden gemaakt om haar op te hangen. Dit stuitte op kritiek van dierenrechtenorganisaties, waarop de hulp van Edison werd ingeroepen. Hij stond er al langer om bekend dat hij geregeld dieren in het openbaar elektrocuteerde om enkele van zijn bevindingen aan te tonen. Edison ging akkoord en zag tegelijkertijd schoon zijn kans om dit alles op film op te nemen.